# Kościół św. Jakuba w Rostocku

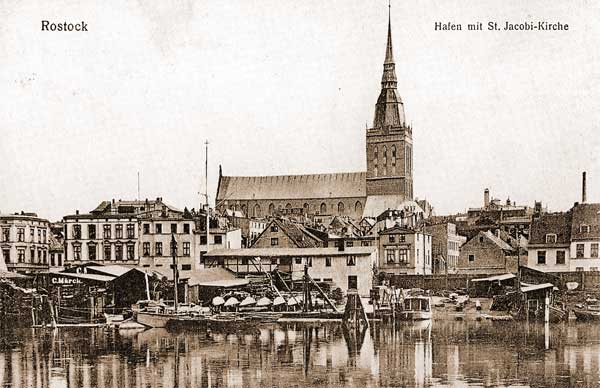
Kościół św. Jakuba górujący nad portem (ok. 1900)

Kościół św. Jakuba w Rostocku (niem. Jakobikirche (Rostock); do ok. 1900 w pisowni także: Jacobikirche) – nieistniejący obecnie kościół ewangelicko-luterański, położony przed 1945 w centrum hanzeatyckiego Rostocku. Historycznie jeden z czterech głównych kościołów Starego Miasta obok kościoła Mariackiego, kościoła sw. Mikołaja i kościoła św. Piotra.
Kościół św. Jakuba znajdował się pomiędzy Apostelstraße a Pädagogienstraße i był najmłodszym z czterech głównych miejskich kościołów parafialnych Rostocku.

## Historia

### Dzieje kościoła do czasów reformacji
Miasto Rostock powstało z połączenia trzech pierwotnie samodzielnych organizmów miejskich: Altstadt, Mittelstadt i Neustadt; każda z tych części miała własny plac targowy i (przynajmniej) jeden kościół parafialny. Kościół św. Jakuba był kościołem parafialnym części zachodniej – Neustadt.
Ok. 1280 pojawia się wzmianka o ceglanym dziedzińcu przed bramą miejską Bramower Tor, należącym do kościoła św. Jakuba. Następnym śladem jest wzmianka o rozpoczęciu budowy kościoła ok. 1300. Po bardzo długim okresie budowy kościół był w przeważającej części gotowy dopiero w drugiej połowie XIV w.
W latach 1484 – 1571 kościół św. Jakuba miał status kolegiaty katedralnej chociaż nigdy nie stał się katedrą. Nominacja na kolegiatę, którą w 1484 wystawił papież Innocenty VIII, wywołała krwawy konflikt, który przeszedł do historii pod nazwą „Domfehde”. Interesy miasta mocno kolidowały wówczas z interesami panów meklemburskich. Mieszczaństwo Rostocku zawiązało spisek przeciwko oligarchom z rady miejskiej i kurii książęcej, w tym księciu Magnusowi II, który poparł papieską nominację chcąc ograniczyć autonomię miasta. Uzbrojone mieszczaństwo początkowo odnosiło sukcesy w starciu z oligarchami – 12 stycznia 1484, podczas procesji konsekracyjnej, został zamordowany proboszcz nowo mianowanej kolegiaty, Thomas Rode. Obecni podczas procesji książęta musieli uciekać. W konsekwencji tych wydarzeń Rostock został już w 1487 obłożony kościelną anatemą przez Johannesa von Parkentina, biskupa Ratzeburga przez co rostocki uniwersytet (zał. w 1419) musiał opuścić mury miasta i znaleźć tymczasowe schronienie w Lubece; w roku następnym powrócił jednak z powrotem do Rostocku. Konflikt między zrewoltowanym mieszczaństwem a możnowładcami Meklemburgii trwał do 1491 i zakończył się ostatecznie zwycięstwem tych ostatnich, którzy obeszli się krwawo z pokonanymi przeciwnikami dokonując w 1491 egzekucji przywódców rebelii. Książęta zażądali ponadto ukarania miasta, nałożenia nań wyższej kontrybucji i obowiązku dostarczenia poborowych do armii meklemburskiej. Samo miasto zaś nie uzyskało statusu wolnego miasta Rzeszy.
Hinrich Boger (zm. 1505), miejscowy humanista, poeta i  teolog opisał zemstę panów meklemburskich w jednym ze swoich poematów; później sam został dziekanem i proboszczem kościoła św. Jakuba.
Wydarzenia te przygotowały, jak się miało wkrótce okazać, sprzyjający grunt do zapanowania reformacji.
Reformacja zawitała do Rostocku w 1523 i szybko znalazła tu podatne podłoże – na jej rzecz działał Joachim Slüter, duchowny przy kościele św. Piotra a już w kwietniu 1531 rada miasta zdecydowała o obowiązku głoszenia nauk Lutra podczas nabożeństw. Rozpoczął się protestancki okres w dziejach kościoła św. Jakuba.

### Zniszczenia drugiej wojny światowej
Podczas brytyjskich nalotów bombowych 26 kwietnia 1942 kościół św. Jakuba został w znacznej części zniszczony. Korpus wieży uległ całkowitemu wypaleniu, spłonął dach kościoła, uszkodzeniu uległy sklepienia, choć nie runęły, jako to miało miejsce w wypadku sklepień kościołów św. Piotra i św. Mikołaja. Całkowitemu zniszczeniu uległo za to wyposażenie kościoła, w tym renesansowa ambona, dzieło Rudolfa Stockmanna z 1582, XV-wieczny krucyfiks, XVI-wieczne epitafia i liczne obrazy. Zniszczeniu uległy przylegające do północnej strony  kościoła tzw. Jakobikirchhäuser (domy św. Jakuba), ciągnące się wzdłuż ulicy Bei der Jakobikirche. W 1943 zrujnowany, grożący zawaleniem  kościół św. Jakuba został prowizorycznie zabezpieczony podporami i nakryty tymczasowym zadaszeniem.

### Losy powojenne

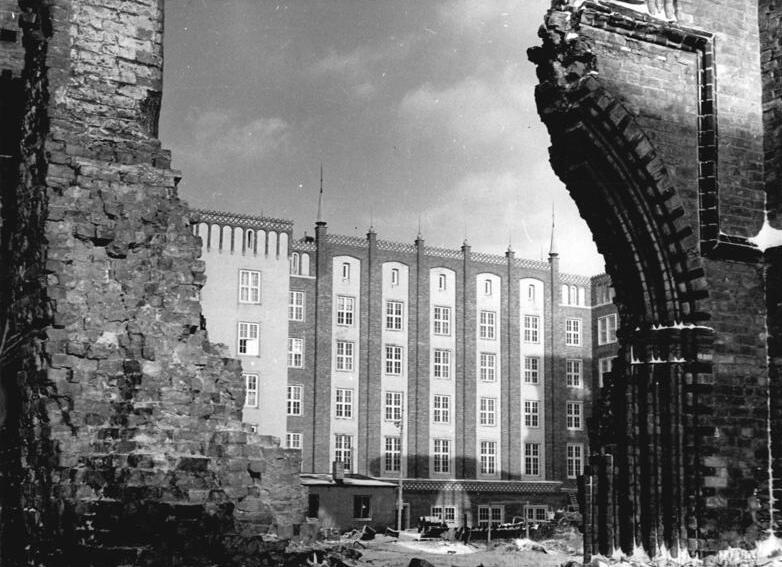
Ruiny kościoła św. Jakuba w 1955

W maju 1947 na skutek bezmyślnego wysadzenia w powietrze bunkra przeciwlotniczego przy ul. Lange Straße przez sowieckie władze okupacyjne runęły sklepienia kościoła oraz nawa główna z filarami. Ucierpiały również dobudowane od strony południowej kaplice i nawa południowa. Pozostał tylko masywny korpus wieży oraz resztki prezbiterium i ścian bocznych. Odbudowa kościoła lub chociażby tylko zabezpieczenie ruin stało w sprzeczności z przyjętym przez władze w 1953 planem „nowego, socjalistycznego ukształtowania” centrum miasta, którego wyrazem miała być odbudowywana w sposób nowoczesny przebiegająca nieopodal ruin kościoła ulica Lange Straße – symbol nowego, socjalistycznego Rostocku. W 1957 wyburzono resztki ścian bocznych, w 1959 pozostałości prezbiterium a w 1960 korpus wieży. Plac po kościele oficjalnie nazwano „Klaus Störtebeker-Platz” (plac Klausa Störtebekera). Pozostał on niezabudowany przez cały okres istnienia NRD.

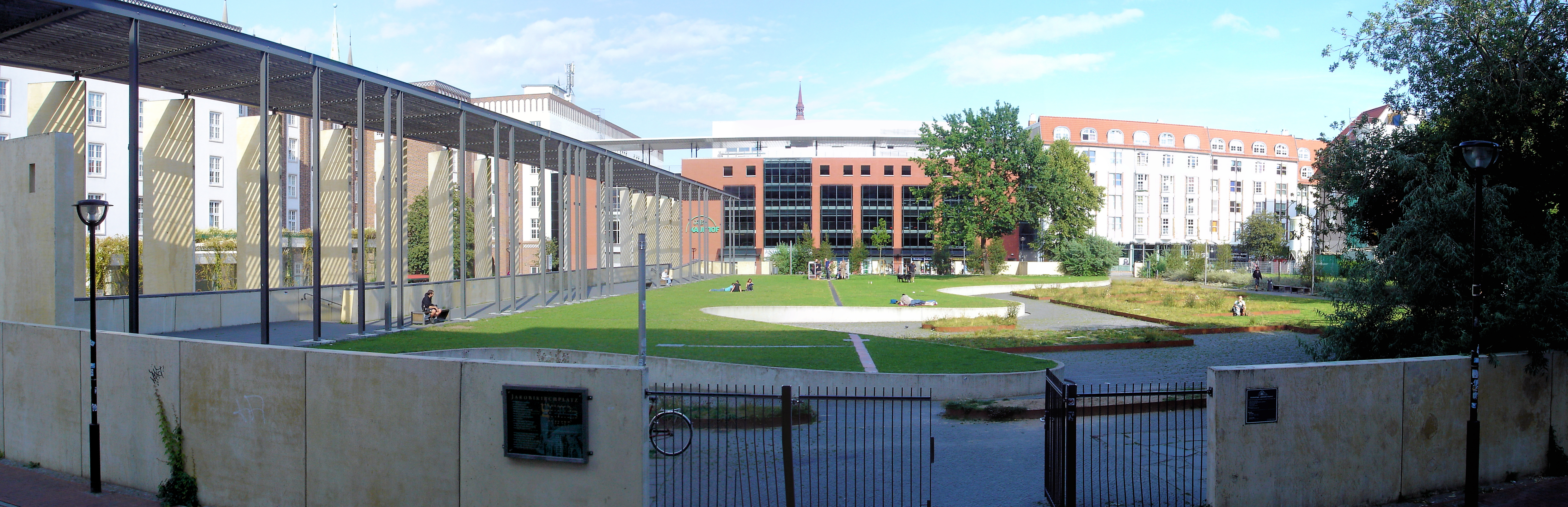
Plac kościoła św. Jakuba w 2009; w oddali, zza bloków mieszkalnych widoczny jest czubek wieży kościoła Mariackiego

Dziś wspomnieniem po nieistniejącym kościele św. Jakuba jest urządzony pomiędzy ulicami Apostelstraße, Bei der Jakobikirche i Pädagogienstraße plac pamiątkowy, Jakobikirchplatz. Kolumnada po stronie północnej odpowiada wysokości północnej nawy byłego kościoła. W północno-zachodnim narożniku założenia znajduje się zachowana płyta nagrobna z kościoła. Zarys przyziemia kościoła jest ponadto zaznaczony w ziemi kamieniami, natomiast mosiężne płyty wskazują miejsce dawnych organów, ołtarza, stalli książęcych i portali.

## Architektura

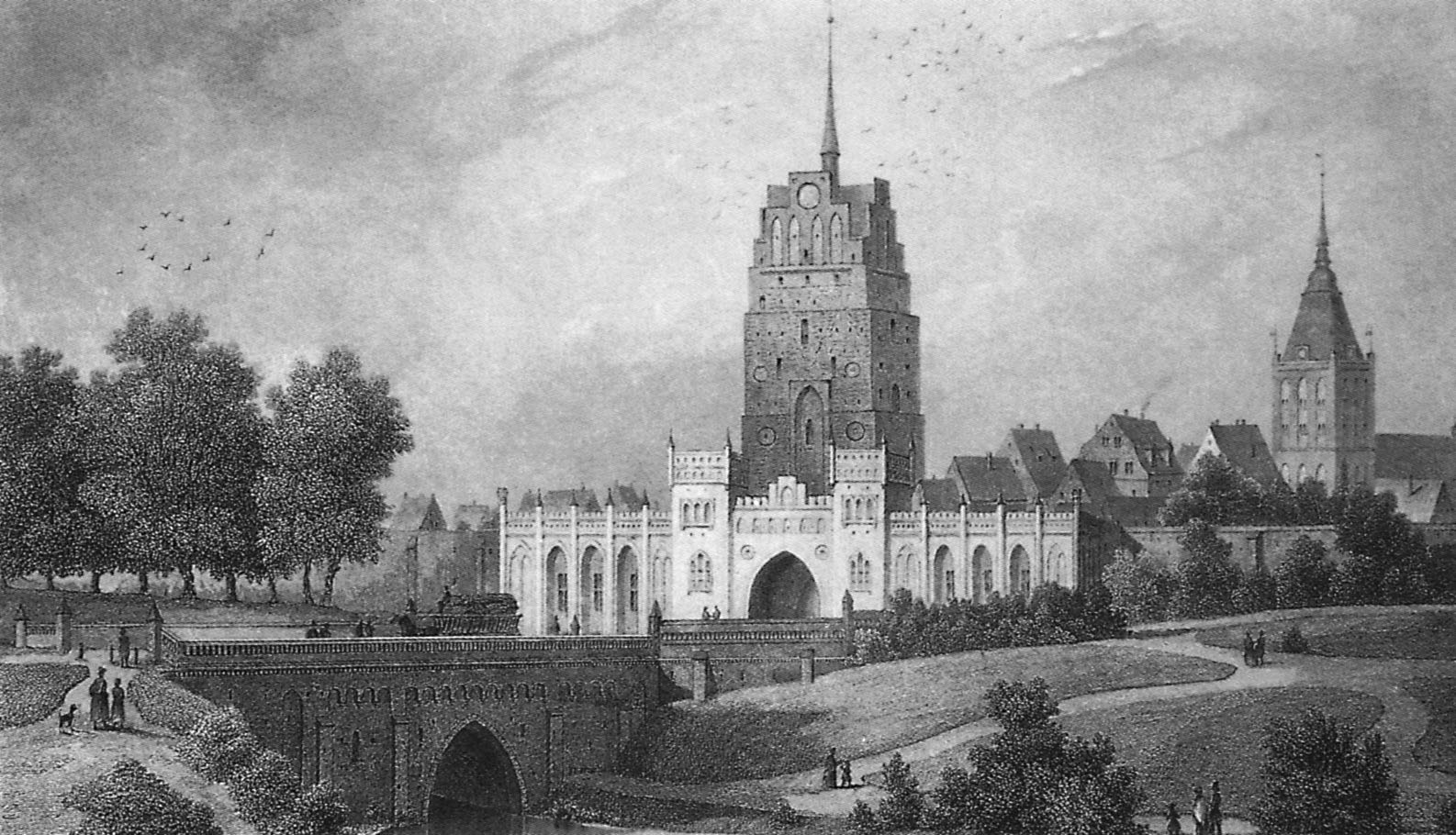
Brama Kröpeliner Tor i kościół św. Jakuba na stalorycie Juliusa Gottheila z 1855.

Kościół św. Jakuba był ceglaną, gotycką  trzynawową, sześcioprzęsłową bazyliką z prosto zamkniętym prezbiterium od strony Pädagogienstraße. Jako symbol bogactwa i dumy hanzeatyckiego miasta, miał kościół św. Jakuba wspanialsze założenie niż pozostałe główne kościoły średniowiecznego Rostocku. Składały się nań nie tylko architektoniczne elementy konstrukcyjne jak choćby sklepienia krzyżowo-żebrowe, wiązkowe filary, blendy czy jedyne w swoim rodzaju na terenie Rostocku triforia, ale także bogate wyposażenie wnętrza, przede wszystkim około 30 ołtarzy z czasów przedreformacyjnych. Bogactwa założenia dopełniał rząd kaplic od strony południowej, z których najpiękniejsze powstały pod wpływem architektury pobliskiej bramy miejskiej Kröpeliner Tor.
Podobnie jak kościoły św. Piotra i św. Mikołaja, również i kościół św. Jakuba był pierwotnie zwieńczony gotyckim szpiczastym hełmem, który zawalił się w 1462. Dopiero w 1589 został założony nowy, misternie profilowany barokowy hełm pokryty blachą miedzianą, przedzielony dwiema galeriami. Hełm ten został zniszczony w wyniku wspomnianych ataków bombowych w końcu kwietnia 1942.